# Габрово (оркестър)
Вижте пояснителната страница за други значения на Габрово.

## История на естраден „Оркестър Габрово“ (1980-2010)
В края на 1979 г. щатният оркестър за политически песни при Общински народен съвет - Габрово е преименуван на "Оркестър Габрово”. 30 години след това, под същото име, изпълнява забавни и развлекателни програми, концерти с известни имена на българската естрада, записи на музика за театри, „Балкантон“ и др.
За своите джазови програми оркестърът приема през 1981 г. името „Суинг дикси бенд Габрово“ (предишно име „Диксиленд Габрово“).
През 2010 г. щатният естраден „Оркестър Габрово“ преустановява дейността си.
- Ръководител на оркестъра е Манол Цоков.
- Репертоарът на „Оркестър Габрово“ включва над 400 световни и български евъргрийни.
- Оркестърът предлага и тематични концерти (Съботни евъргрийни).
- В края на януари 2009 г. е проведена 260 проява на оркестъра, в която са изпълнени много от най-известните български и чужди евъргрийни.

## Международни джаз фестивали и награди
„Суинг дикси бенд Габрово“ има многобройни международни изяви, сред които са джаз фестивалите в Германия (Дрезден, 1981 и 1984 - International Dixieland Festival), Чехословакия (Прага, 1985 - Traditional Jazz Salon), Франция (Париж, 1986 - Jazz Band Ball) - първото участие на оркестър от Източна Европа, САЩ (Сакраменто, Калифорния, 1990, Dixieland Jubile), Нидерландия /Ассен, Рин Таун, Вайгенинген и др./, Австрия, Гърция.
Благодарение на международните си изяви като „Суинг дикси бенд Габрово“ габровските музиканти придобиват популярност и щатният „Оркестър Габрово“ става носител на следните награди - 1983, „Сребърна лира“ от Съюза на българските музиканти; 1986, орден „Кирил и Методий“ ІІ степен.
Избрани записи на оркестъра са поместени в чужди грамофонни плочи и компакт дискове: "Internationales DIXIELAND-Festival Dresden 81/82" (LP Amiga 8 55 968 – 1982 г.), LP Supraphon 1115 3966 – 1987 г. и компакт диск 30 Jahre Internationales Dixieland-Festival Dresden („30 години Международен Диксиленд фестивал Дрезден“, 2001 г.). „Суинг дикси бенд Габрово“ има и собствена грамофонна плоча „Суинг дикси бенд Габрово – фолк дикси“ (LP Балкантон ВТА 12083 – 1986 г.).
Посочените успехи се дължат на усилията на различни габровски музиканти през годините, участвали в местните щатни оркестри като: Оркестър „КО“ към ОП „Културен отдих“, ЕО към Окръжен съвет за изкуство и култура (участвал в Световния младежки фестивал през 1968 г.), „Оркестър Габрово“ към Общински съвет за изкуство и култура (ОСИК). Не на последно място стои и създадения през 1965 г. първи следвоенен джаз клуб в страната (Хот клуб - Габрово).

## Редовни събития
През 1982 г. в Габрово се организира Международна джаз среща. От 1983 година тя прераства в Международен джазов фестивал - Диксиленд парад. Той се провежда ежегодно през втората десетдневка на месец май. В него са участвали състави и солисти от Франция, Англия, Гърция, бившия СССР, Германия, Полша, Чехия, Унгария, България и др. През 2007 г. Диксиленд парадът преустановява дейността си.